# Alice in Chains
Az Alice in Chains (AIC) egy népszerű seattle-i rockegyüttes, amely 1987-ben alakult. Azóta több mint 40 millió albumot adtak el világszerte[forrás?], ezzel a – szintén seattle-i – Nirvana, Soundgarden és Pearl Jam mellett a grunge műfaj egyik legsikeresebb és egyben legelismertebb zenekara. Magyarországon eddig két alkalommal léptek fel, 2009. november 27-én és 2018. július 1-jén.

## Története

### A kezdet (1987-1990)
1990 júliusában megjelentették első hivatalos kiadványukat, a "We Die Young" című EP-t, amit először csak a metálrádiók játszottak. Ezt követően készült el a zenekar első nagylemeze, amely a Facelift címet kapta. A lemezen levő "Man In The Box" című dal hamarosan sláger lett, a videóklipjét az MTV is erős rotációban játszotta.
Nem sokkal később jelent meg VHS-en a "Live Facelift" koncertvideó. A fekete-fehér felvételeken öt dal ("Man in the Box", "Love, Hate, Love", "Bleed the Freak", "The Real Thing", "Sea of Sorrow") élő verziója hallható a zenekar egyik seattle-i koncertjéről, három videóklippel kiegészítve ("We Die Young", "Man in the Box" és "Sea Of Sorrow").

### A mainstreamben eltöltött évek (1991-1994)
A csapat ezt követően elkészítette a SAP című EP-t, amin jórészt akusztikus dalok szerepeltek. A lemezen vendégzenészek is közreműködtek: Ann Wilson (Heart), Mark Arm (Mudhoney) és Chris Cornell (Soundgarden).
1992-ben az együttes még több publicitást kapott, amikor a Would? című új daluk megjelent a Facérok (Singles) c. film soundtrackjén (a film egyik jelenetében is megjelentek a srácok, két dalt – köztük az "It Ain't Like That"-et – is előadták). A dalból készült videóklipet a nagyobb zenecsatornák óriási rotációban kezdték játszani. A dal a következő nagylemez beharangozója volt, amely a Dirt címet kapta (megjelenés: 1992 ősze). A Dirt a kritikusok és a közönség körében is hatalmas sikert aratott, év végére platinalemez lett, és egyben az együttes legtöbb példányszámban eladott lemeze. Staley ekkoriban kezdett el keményen drogozni, ezért a Dirt turnén néhány fellépést le is kellett mondaniuk.
Ugyanezen a turnén Mike Starr az AIC folyamatos elfoglaltságára hivatkozva (de valójában drogproblémái miatt) kilépett a csapatból, helyét Mike Inez vette át, aki korábban Ozzy Osbourne basszusgitárosa volt. 1993-ban stúdióba vonultak, hogy felvegyenek két számot ("A Little Bitter", "What the Hell Have I?") Arnold Schwarzenegger Utolsó akcióhős (Last Action Hero) c. filmjéhez. A filmzenealbumon többek között a Megadeth, az AC/DC, a Queensryche, az Anthrax, a Def Leppard és a Tesla is egy-egy új, addig kiadatlan dalával szerepelt, így az album igazi kuriózumként hatott. Nyáron felléptek a Lollapalooza fesztiválon, olyan együttesek mellett, mint a Tool és a Rage Against the Machine. A közönség nagyon jól fogadta az együttest.
1994 januárjában a zenekar a kritikusokat és a közönséget egyaránt meglepte a 7 dalt tartalmazó Jar of Flies című EP-vel, amivel visszatértek a Sap akusztikus számainak stílusához. A lemez az első helyen debütált az eladási listán, ezzel az egyetlen középlemez lett, ami feljutott a csúcsra. 1994 nyarára turnét terveztek a Metallicával, de a koncerteket a Staley drogfüggőségéről szóló híresztelések miatt még a turné megkezdése előtt lemondták.

### Kései évek (1995-1997)
Layne Staley egy, a mai napig kultikus számba menő projekttel kezdte az 1995-ös évet. Egy közösen eltöltött elvonókúrát követően Mike McCready (a Pearl Jam gitárosa) hozta össze a Mad Season zenekart Staley-vel, a Screaming Trees dobosával, Barett Martinnal, valamint egy addig ismeretlen basszusgitárossal. Később két dal ("Above", "Long Gone Day") erejéig csatlakozott hozzájuk Mark Lanegan (Screaming Trees, Queens of the Stone Age stb.) énekes is. 1995 márciusában jelent meg egyetlen albumuk "Above" címmel. Layne olyan hálás volt McCreadynek, amiért nem hagyta a projektet "kihűlni", és amiért folyamatosan bátorította őt, hogy külön köszönetben fejezte ki háláját a gitárosnak az album borítóján. Az enyhén bluesos, de a Seattle-rock stílusjegyeit magán viselő anyag szövegei hihetetlen mélységeket ostromoltak. Az "I Don"t Know Anything" és a "Long Gone Day" minden idők egyik legsúlyosabb dala lett, mind a szövegét, mind a hangszerelését tekintve (előbbi a totál kiakadt főriffjével, utóbbi a disszonáns szaxofon szólóval a végén). A lemezt egy Mad Season VHS ("Live At The Moore") megjelenése követte 1995 augusztusában: talán ez a seattle-i Moore színházban rögzített anyag az egyetlen, ahol megfelelő minőségben láthatjuk a fantasztikus zenekart. A koncertfelvételt két videóklip ("River Of Deceit", "Lifeless Dead") követi. Utóbbit Stone Gossard, a Pearl Jam gitárosának stúdiójában forgatták, aki egy pillanat erejéig maga is feltűnik a klipben. A 90-es évek második felében többször felröppent a hír (melyet több megbízható zenei szaklap is lehozott), miszerint dobozban áll és kiadásra vár egy következő Mad Season duplaalbum, azonban erről biztos információt azóta sem kaptak a rajongók.
Az Alice in Chains 1995 novemberében tért vissza: kiadta az Alice in Chains néven futó albumot, amit a közönség különböző címekkel ruházott fel, mint például Grind (az első szám a lemezen), Three Legged Dog ("háromlábú kutya", a borítóról elnevezve) vagy Three (ez volt az AIC harmadik nagylemeze). Ez a munka visszatérés volt az együttes heavy metalos gyökereihez, ezért a fogadtatás a rajongók és a kritikusok részéről is vegyes volt. Az album első helyen debütált az eladási listákon, de a csapat ezúttal sem turnézott a Staley heroinfüggőségéről szóló hírek miatt.
Az album megjelenése előtt a zenekar egy meglehetősen bizarr és vicces videofilmet is megjelentetett VHS-en "Nona Tapes" címmel. A videó zenei aláfestését már az új album dalai adták egyfajta beharangozó céllal. A videóról eltérő véleményeket fogalmaztak meg a rajongók szerte a világon: egy részük kifejezetten viccesnek találta, ahogy Jerry Cantrell vasvillával trágyát lapátol, Mike Inez hajcsavarókkal a fején ül a fodrásznál a hajszárító búra alatt, vagy hogy Sean Kinney-t bohócnak öltöztetve és maszkírozva láthatják, a többiek azonban nem igazán tudták el- és befogadni az AIC komor, fájdalmas, érzelemdús zenéjétől merőben eltérő képeket.
A zenekar legközelebb 1996-ban tűnt fel az MTV Unplugged műsorban (három év után ez volt a legelső koncertjük). Az egész előadás alatt észrevehető volt, hogy Layne Staley az utóbbi időben nagyon legyengült. A dalokban nem minden részt énekelt, ezeket Cantrell vette át. Jól mutatja a csontsovány Layne állapotát, hogy a "Sludge Factory"-t csak harmadszorra tudták eljátszani, mert Staley – hiába volt előtte a dal szövege a kottaállványon – az első két alkalommal elrontotta a szöveget. A koncerten a jobb hangzás érdekében Scott Olson személyében még egy gitárost alkalmaztak, aki az utolsó számnál (Killer Is Me – addig kiadatlan) cserélt Inezzel, és basszusgitáron játszott. A koncertet Unplugged címmel jelentették meg. Az AIC egyik legnagyobb rajongói, a Metallica együttes tagjai közül hárman (James Hetfield, Kirk Hammet és Lars Ulrich) is a nézők között voltak. Az egyik dalok közötti szünetben Mike Inez a tiszteletükre belecsapott az "Enter Sandman" főriffjébe, Sean Kinney is beszállt, Jerry Cantrell azonban annyira meglepődött, hogy a nevetésen kívül mást nem tudott hozzátenni a dalhoz.
Az akusztikus koncert után a Kiss újraegyesülési turnéján léptek fel négy alkalommal. Július 3-án a Kansas City-beli koncert volt az utolsó, amin az Alice In Chains Layne Staley-vel együtt játszott.

### A szétesés és Layne Staley halála (1998-2002)
Cantrell mindenáron együtt akarta tartani az együttest, ezért tartotta a kapcsolatot Staley-vel, de az világossá vált számára is, hogy Staley egészségi állapota egyelőre nem teszi lehetővé a közös munkát. Cantrell elkezdett dolgozni egy szólóprojekten, eredménye az 1998-ban kiadott Boggy Depot c. album. Ez a kiadvány akár egy "elveszett" AIC albumként is értelmezhető, mivel Mike Inez és Sean Kinney is közreműködik rajta.
1998-ban Staley utoljára játszott a csapattal, és két új számot vettek fel (Get Born Again, Died). Ezeket az 1998 őszén kiadott Music Bank címet viselő box set tartalmazza, további 46 szám mellett, melyek között ritkaságok és régi demók is találhatók. A következő évben megjelent a Nothing Safe: Best of the Box c. lemez is, rajta 15 számmal (köztük két új dallal). 2000-ben Live címmel egy koncertalbumot adtak ki. Ezt 2001-ben követte a Greatest Hits album, egy időre lezárva az AIC-albumok sorát.
Bár az együttes hivatalosan soha nem oszlott fel, Staley-t még mélyebb depresszióba sodorta a barátnője elvesztése (1996, fertőzés). Ezután szinte teljesen elszigetelte magát a külvilágtól, csak ritkán hagyta el seattle-i házát. A remény, hogy az Alice in Chains egyszer még újra együtt játszhat, 2002. április 20-án végleg szertefoszlott: Layne Staley holttestét ezen a napon találták meg házában. A halál oka szívroham volt a heroin-kokain keverékének (speedball) belövése miatt. A halál időpontját április 5-ében állapították meg. Pontosan nyolc évvel azelőtt, ugyanezen a napon halt meg Kurt Cobain, a Nirvana frontembere. Sőt, Staley és Cobain egyszer egy rehabilitációs központban egy szobában laktak, mindkettejük heroinfüggő volt. Azonban nem sokat beszélgettek, mert ugyebár Kurt rühellte a grunge-ot…
Layne Staley halála megrázta a rockvilágot, többen dalt írtak az énekes tiszteletére, mint például Eddie Vedder (Pearl Jam) vagy a Staind (14 Shades of Grey album, "Layne" c. dal). Cantrellt sokkolta barátja halálhíre, második szólóalbumával (Degradation Trip, Vol 1&2, 2002) Staley emlékének adózott. Az albumon egyébként Mike Bordin dobol (Faith No More, ex-Ozzy), és Robert Trujillo basszusgitározik (ex-Suicidal Tendencies, ex-Ozzy, Metallica). Bár a lemez néhány száma tényleg Staley-ről szól ("Thinking 'bout my dead friends whose voices ring on"), az album már április 20. előtt elkészült.
Layne Staley kivételes “húzású”, igazi frontember volt. Tragikus alkata, habitusa magában hordozta azt a bizonyos fátumot, amely akár a grunge fő hangulati vonásának is tekinthető.
Halála óta a legnagyobb sztárok közül többen is (pl. Phil Anselmo és erős tájszólásával még James Hetfield is) próbálkoztak egyszeri happening jelleggel beszállni a zenekarba egy-egy szám erejéig, de ezek a próbálkozások nem voltak túl átütőek: mindössze azt tették nyilvánvalóvá, hogy az Alice in Chains-dalokat senki más nem tudja hitelesen tolmácsolni. Staley személye egyértelműen pótolhatatlan.

### Újraegyesülés
2005-ben Cantrell, Inez és Kinney az előző évi cunami áldozatainak megsegítésére rendezett segélykoncert erejéig együtt játszott. A mikrofon mögött Pat Lachman (Damageplan) állt. A koncerten meglepetésvendégek is voltak: Maynard James Keenan (Tool), Wes Scantlin (Puddle Of Mudd) és Ann Wilson (Heart).
2006. március 10-én az "AIC" tagjai a VH1 Decades of Rock című műsorában léptek fel, ahol két saját dalt adtak elő (Rooster, Would?). Az énekesi poszton Phil Anselmo (Pantera), William DuVall és Ann Wilson is közreműködött. A zenekar ezután rövid turnéra indult az Egyesült Államokban, Európában és Japánban. Az együttes újraegyesülésével egy időben a Sony Music kiadta a The Essential Alice In Chains c. dupla-válogatásalbumot, 28 dallal.
A turné alatt William DuVall foglalta el az énekesi posztot, aki korábban Jerry Cantrell szólóturnéja előzenekarának (Comes with The Fall) énekes-gitáros agya volt. Duff McKagan (Guns N’ Roses, Velvet Revolver) is csatlakozott hozzájuk basszerként.
A turné előtt Kinney egy interjúban azt nyilatkozta, hogy jó lenne új anyagot írni, de nem "Alice in Chains" név alatt. Ennek ellenére 2007 tavaszán jött a hivatalos sajtóközlemény, mely szerint a zenekar mégiscsak új anyagot készít William DuVall-lal. Az új lemez 2009. szeptember 19-én jelent meg "Black Gives Way to Blue" címmel. Az első kislemez, az "A Looking in View" 2009. június 30-án debütált a zenekar hivatalos oldalán, egy héttel később pedig a dalhoz készült videóklip is felkerült a videomegosztó portálokra.
A második és harmadik kislemez és videóklip a "Check My Brain" és a "Your Decision" dalokhoz készült.
Bár a rajongók és a kritikusok egyöntetű (és valószínűleg megmásíthatatlan) véleménye szerint Layne Staley pótolhatatlan, a "Black Gives Way to Blue" a legmerészebb várakozásokat is felülmúlta: a körülményekhez képest a zenekar maximálisan teljesített, DuVall fantasztikusan énekel, a zene továbbra is az egyedi AIC-hangzást képviseli. Ennek az anyagnak egyértelműen ott a helye a Facelift, a Sap, a Dirt, a Jar Of Flies és a III albumok mellett. 2009-ben a zenekar mindenhol telt ház előtt játszott, a kritikusok elismerése mellett (Az album még a végletesen metálpárti Metal Hammer magyarországi kiadásában is a hónap lemeze lett!).
Az Alice In Chains 2009. november 27-én a Petőfi Csarnokban telt ház előtt adott felejthetetlen koncertet. William DuVall egyszerűen a turné legjobb európai koncertjének nevezte a budapestit, és megígérte, hogy még visszatérnek hazánkba. 2018. július 1-jén a Budapest Parkban léptek fel.
A 2009-es koncerten a következő dalok hangzottak el:
1. Rain When I Die
2. Them Bones
3. Dam That River
4. Again
5. Your Decision
6. Check My Brain
7. Love, Hate, Love
8. It Ain"t Like That
9. A Looking In View
10. Nutshell
11. Acid Bubble
12. Sickman
13. We Die Young
14. Sludge Factory
15. Angry Chair
16. Man In The Box
Ráadás:
17. Would?
18. Rooster

## Tagjai

### Jelenlegi tagok
- Jerry Cantrell – vokál, gitár (1987–2002, 2005–napjainkig)
- Mike Inez – basszusgitár, vokál (1993–2002, 2005–napjainkig)
- Sean Kinney – dob (1987–2002, 2005–napjainkig)
- William DuVall – vokál (2006–napjainkig)

### Korábbi tagok
- Layne Staley – vokál, gitár (1987–2002) (meghalt)
- Mike Starr – basszusgitár, vokál (1987–1993) (meghalt 2011-ben)

### Tagok turnékon
- Patrick Lachman – vokál (2005–2006)
- Scott Olson – akusztikus gitár, basszusgitár (1996)

## Diszkográfia
- Fő szócikk: Alice in Chains-diszkográfia
- Stúdióalbumok:
  - Facelift (1990)
  - Dirt (1992)
  - Alice in Chains (1995)
  - Black Gives Way To Blue (2009)
  - The Devil Put Dinosaurs Here (2013)
  - Rainer Fog (2018)